# Испенд (Кара-Коюнлу)
Испенд, Аспанд или Исфахан (? — 8 марта 1445) — вали Багдада из династии Кара-Коюнлу (1433—1445), младший сын Кара-Юсуфа, султана государства Кара-Коюнлу (1410—1420).

## При Кара-Юсуфе
Представитель династии Кара-Коюнлу. Младший из шести сыновей Кара-Юсуфа (1356—1420), 2-го султана Кара-Коюнлу (1410—1420). Старшие братья — Пирбудаг, Искандар-хан, Джаханшах, Шах-Мухаммад и Абу-Саид.
Его имя впервые упоминается в 1410 году, когда он командовал левым флангом армии Кара-Коюнлу против Ахмеда Джалаира . При жизни отца он был наместником Адильджеваза.

## При Кара Искандаре
В 1420 году после смерти Кара-Юсуфа Испенд начал борьбу за власть со своими братьями Искандаром и Абу-Саидом. Испенд прибыл в провинцию Чухур-Саад (позднее Эривань), где племя Саадлу, одной из главных в племенной конфедерации Кара-Коюнлу, присягнуло ему на верность. Позднее, в 1421 году, Испенд подчинился своему старшему брату Искандар-хану, новому султану государства Кара-Коюнлу. Вскоре тимурид Шахрух, правитель Хорасана, выступил в поход на Кара-Коюнлу. Он переправился через реку Аракс и вступил в битву с войском Искандара и Испенда у города Яхси (28 июля — 1 августа 1421 года). Войска Тимуридов было почти разбиты, когда Амир Шахмалик отрезал головы двум убитым солдатам и обманом братьев думать, что один из них убит. Войска Искандара отступили в Киркук. Испенд использовал эту возможность, чтобы захватить Тебриз, столицу Кара-Коюнлу. Однако он вскоре отступил в Авник по прибытии Кара Искандара.

## Правление в Багдаде
В октябре 1431 года Испенд был приглашен джалаирскими амирами в город Эль-Хилла, которым правил Хусейн II (внук Ахмеда Джелаира). Хусейн-хан был выслежен и убит 9 ноября 1431 года, тем самым, положив конец последним остаткам государства Джалаиридов. Вскоре Испенд захватил Багдад, вынудив своего сводного брата Шаха-Мухаммада бежать. Обосновавшись в Багдаде, он приказал чеканить монеты на свое имя.
Когда Кара Искандер был убит в 1435 году, он принял много беженцев, включая своих племянников и племянниц — Альванд-Мирза, Малик Касим, Асад, Рустам, Тархан, Малик Мухаммад, Араиш Бегум и Шахсарай Бегум.
Он решил вторгнуться в Анатолию в 1437 году, но был побежден вождем Ак-Коюнлу Хамзой бегом (сыном Кара Османа).

## Смерть и преемственность
Испенд скончался 8 марта 1445 года, завещав свои владения племяннику, Альванд-Мирзе, так как его сын Фулад-Мирза был слишком молод в то время. Однако большинство эмиров отдавали предпочтение Фуладу. В эту борьбу вмешался их дядя Джаханшах, что в 1446 году захватил Багдад и весь Ирак.